# 鱗龍頭魚
鱗龍頭魚，又稱鱗鐮齒魚，為輻鰭魚綱仙女魚目合齒魚亞目合齒魚科的其中一種，分布於印度洋的印度海域，棲息深度439-505公尺，為深海底棲性魚類，屬肉食性，生活習性不明。